# Île Jacquemart
Pour les articles homonymes, voir Jacquemart (homonymie).
L’île Jacquemart est le nom d'un des îlots des îles Campbell. Elle est située à 52°37′S, 169°7.5′E et généralement considérée comme l'île la plus australe de Nouvelle-Zélande. En fait, ce serait le cas de l'îlot anonyme à 50 m au Sud de l'île Jacquemart.
L'île porte le nom du capitaine Jacquemart qui dirigea l'expédition scientifique française aux Îles Campbell en 1874 pour le transit de Vénus. La mission dura en fait plusieurs mois, étudia les îles et laissa d'autres traces dans leur toponymie.
Si l'île Jacquemart appartient de manière indiscutable à la Nouvelle-Zélande, la Nouvelle-Zélande revendique aussi un territoire en Antarctique atteignant le pôle Sud. Comme les autres revendications territoriales en Antarctique, la juridiction sur la dépendance de Ross est « gelée » par le traité de l'Antarctique dont la Nouvelle-Zélande est signataire.